# Gi Hyeong-do
 (décembre 2020).
Ki Hyeong-do (nom préféré selon le gouvernement coréen, en hangeul : 기형도) est un poète moderne coréen né le 16 février 1960 et mort le 7 mars 1989. Son recueil posthume de poèmes La feuille noire dans ma bouche (Ip sogui geomeun ip) a été rééditée à plus de 65 reprises depuis sa mort. 

## Biographie
Ki Hyeong-do est le cadet d'une famille de 8 enfants, originaire de l'île de Yeonpyeong, dans la province de Gyeonggi, en Corée du Sud. Son père était originaire de la province de Hwanghae en Corée du Nord, qu'il a quittée lors du chaos de la guerre de Corée ; il travaillait en tant que fonctionnaire sur l'île jusque 1964 avant de déménager avec toute la famille sur le continentes terres au village Soha dans la province de Gyeonggi. Grandissant dans ce village de pêcheurs près d'Incheon, connu pour ses déplacements de communautés de réfugiés, l'enfant entre à l'école primaire Siheung où il s'avère être un élève brillant, ses récompenses pour excellent travail ayant été rassemblées minutieusement à l'époque.
Le père de Ki bâtit la maison familiale lui-même et apporte un revenu à son foyer en travaillant à la ferme. Pourtant, la situation économique de la famille empire avec le temps, avant de s'écrouler totalement:  le père fut en effet atteint d'une attaque cérébrale qui le laissa paralysé et l'obligea à arrêter toute activité. La terre dut alors être vendue pour subvenir à ses soins médicaux. Le poème en prose de Ki Généalogie en péril - 1969 (Wiheomhan gagye - 1969) décrit les tourments de la vie familiale à l'époque. En 1969 la mère fut alors obligée de travailler à l'extérieur en tant que vendeuse dans un magasin pour nourrir sa famille, et les enfants furent obligés de travailler également de manière sporadique.

## Formation
Étudiant au collège Shillim (1973-1976), Ki Hyeong-do commença à écrire de la poésie après l'assassinat d'une de ses sœurs perpétré par un membre d'une congrégation religieuse. En dehors de l'écriture, il était également baryton de la chorale scolaire appelée "Mokdong" et remporta régulièrement des prix littéraires dans les compétitions entre écoles. 
Après avoir terminé ses études au lycée Jung-ang en 1979, Ki intègre l'université Yonsei en faculté de droit. Il rejoint le club littéraire de l'université et publie dans le journal de l'université une nouvelle sur l'histoire douloureuse de sa famille. En 1980 Il choisit pour spécialité la diplomatie politique. En 1981, il entame son service militaire obligatoire et est appelé dans la ville de Anyang où il participe au cercle littéraire local, "Suri". Ce groupe encouragea davantage Ki à se lancer dans une carrière de poète à part entière . En 1983, il retourne à l'université Yonsei et remporte le prix Yun Dong-ju pour son poème La cérémonie de la plantetion des arbres (Silmokje). 

## Reconnaissance
En 1984, il est employé en tant que journaliste au JoongAng Ilbo tout en continuant ses études et l'écriture de la poésie. Il entre officiellement dans le monde littéraire en remportant le prix du journal Dong-a Ilbo avec son poème Brume (Angae), une critique cinglante de l'industrialisation de la société coréenne. Il termine ses études à Yonsei en 1985, et rejoint la prestigieuse section politique du JoongAng Ilbo en tant que reporter. À cette époque, il commence à publier de nombreux poèmes dépeignant une vision pessimiste du monde tout en développant une sensibilité extrême avec des thèmes comme l'isolement, l'attente, la déception, la colère. Ses poèmes font référence souvent à des partenaires sexuels ou à des désirs non marqués par le genre, ce qui peut être vu comme une manière de dissimuler ses orientations sexuelles. En 1986, il demande d 'être transféré vers la section culturelle du journal où il commence à couvrir l'actualité culturelle du pays. Durant l'été 1988, il voyage seul à Londres et à Paris. Il est transféré la même année vers la section "Lttérature et Édition" du journal. 

## Fin de vie
Son corps a été retrouvé sans vie le 7 mars 1989 tôt dans la journée au théâtre Pagoda, situé dans un quartier réputé homosexuel à Jongno 3-ga dans le centre de Séoul. Il fut déclaré décédé d'une attaque cérébrale à l'âge de 29 ans. Les circonstances de sa mort ainsi que son homosexualité présumée ont été longtemps couvertes par le secret, notamment à travers l'action des autorités policières et administratives afin de préserver son image en Corée. Néanmoins, cette volonté de dissimuler la fin de vie du poète a quelque peu évolué récemment avec l'ouverture de la Corée aux voix homosexuelles et plus récemment encore l'ouverture du pays au libéralisme et au multiculturalisme . 

## Distinction
1982 : Prix littéraire Yun Dong-ju